# آندره سزار ورماره
آندره سزار ورماره (انگلیسی: André César Vermare؛ ۱۸۶۹ – ۱۹۴۹) مجسمه‌ساز اهل فرانسه بود.

## افتخارات
وی همچنین برندهٔ جوایزی همچون جایزه بزرگ رم شده‌است.